# Teréz anya repülőtér
A Teréz anya repülőtér (albánul: Aeroporti Nënë Tereza) Albánia egyetlen nemzetközi repülőtere Tiranától 12 kilométerre északnyugatra, 38 méteres tengerszint feletti magasságban. Rinas (vagy Rinasi) falu közelében terül el, régi elnevezése Rinasi repülőtér (Aeroporti i Rinasit) volt, s 2003-ban vette fel a terminál mai nevét a macedóniai albán származású Kalkuttai Szent Teréz tiszteletére.
A repülőteret 1955-ben kezdték el építeni szovjet segítséggel, és 1957-ben adták át az Aeroflot, Jat, Malév, Tarom és Interflug járatainak. Az ország politikai elszigetelődése következtében 1960 után a korábbi, számottevőnek nem mondható rinasi forgalom (két járat naponta) visszaesett. Az 1980-as években technikai fejlesztések történtek ugyan a nemzetközi repülőtéren, de a földszintes, kis alapterületű fogadóépület az 1991-es demokratikus nyitást követően alkalmatlan volt egy nemzetközi repülőtér feladatainak ellátására. Az 1997-es zavargások során egy időre a lázadók kezére került. 2005. április 23-ától a rinasi repülőtér magánkézbe került, s a Tirana Airport Partners nyert húszéves koncessziót üzemeltetésére, amelynek 47%-ban tulajdonosa a német Hochtief AirPort. Az új tulajdonosok a meglehetősen elmaradott utasterminál helyett egy napjaink kívánalmainak megfelelő infrastruktúrát építettek ki, ezen felül a Rinast Tiranával összekötő utat is korszerűsítették.

## Légitársaságok, célállomások
A rinasi repülőtérre jelenleg az alábbi légitársaságok üzemeltetnek járatokat:
| Légitársaság                | Célállomások |
| --------------------------- | --- |
| Aegean Airlines             | Athén |
| Air Albania                 | Bergamo, Bologna, Isztambul, Pisa, Milánó–Malpensa, Róma–Fiumicino, Verona |
| Air Serbia                  | Belgrád |
| Albawings                   | Bari, Düsseldorf, Firenze, Frankfurt, Hamburg, Perugia, Pisa, Rimini, Velence Szezonális: London–Stansted |
| AlMasria Universal Airlines | Szezonális charter: Hurghada, Sarm es-Sejk |
| Austrian Airlines           | Bécs |
| Belavia                     | Szezonális charter: Minszk |
| Blue Panorama Airlines      | Ancona, Bergamo, Bologna, Genova, Milánó–Malpensa, Róma–Fiumicino, Torino, Verona |
| British Airways             | London–Gatwick |
| easyJet                     | Milánó–Malpensa Szezonális: London–Gatwick |
| easyJet Switzerland         | Genf |
| Edelweiss Air               | Szezonális: Zürich |
| Enter Air                   | Szezonális charter: Gdańsk, Katowice, Krakkó Poznań, Prága, Riga, Varsó–Chopin, Warsaw−Modlin, Wrocław |
| Eurowings                   | Szezonális: Köln/Bonn, Düsseldorf, Stuttgart |
| flynas                      | Szezonális: Rijád |
| Israir                      | Szezonális charter: Tel-Aviv |
| ITA Airways                 | Róma–Fiumicino |
| Jet Time                    | Szezonális charter: Helsinki, |
| LOT                         | Szezonális: Varsó–Chopin Seasonal charter: Katowice |
| Lufthansa                   | Frankfurt |
| Norwegian                   | Szezonális: Koppenhága, Helsinki, Oslo–Gardermoen |
| Pegasus Airlines            | Isztambul–Sabiha Gökçen Szezonális charter: Antalya |
| Scandinavian Airlines       | Szezonális charter: Koppenhága, Oslo–Gardermoen, Stavanger, Stockholm–Arlanda, Trondheim |
| SkyUp                       | Szezonális: Kijev-Boriszpil |
| Smartwings                  | Szezonális: Prága |
| Smartwings Poland           | Szezonális charter: Katowice |
| SunExpress                  | Szezonális charter: Antalya |
| Transavia France            | Párizs–Orly |
| TUI fly Belgium             | Brüsszel |
| Ural Airlines               | Szezonális charter: Moszkva–Domogyedovo |
| Widerøe                     | Szezonális charter: Bergen |
| Wizz Air                    | Bari, Basel/Mulhouse, Beauvais, Bergamo, Berlin-Schönefeld, Bologna, Budapest, Catania, Charleroi, Dortmund, Eindhoven, Hahn, Hamburg, Heraklion, Karlsruhe/Baden-Baden, London–Luton, Memmingen, Milánó–Malpensa, Pisa, Prága, Rodosz, Treviso, Torino, Verona, Bécs |

## Forgalom
Az utasforgalom az elmúlt években az alábbi módon változott:
| Utasok száma | 785 000 | 1 105 770 | 1 394 688 | 1 817 073 | 1 757 342 | 1 997 044 | 2 630 338 | 3 338 147 | 2 923 533 | 7 257 634 |
|              | 2005    | 2007      | 2009      | 2011      | 2013      | 2015      | 2017      | 2019      | 2021      | 2023      |